# Iris Puljić
Iris Puljić (* 27. Juni 1979) ist eine kroatische Fußballspielerin.
Puljić debütierte am 22. Oktober 2006 in ihren einzigen Länderspiel gegen Mazedonien. Die Kroatinnen gewannen mit 3:0 und Puljić wurde zur Halbzeit für Manuela Polanščak eingewechselt.